# Mielnica Saroczcza
Mielnica Saroczcza (biał. Мельніца Сарочча; ros. Мельница Сорочья, Mielnica Soroczja) – chutor na Białorusi, w obwodzie grodzieńskim, w rejonie ostrowieckim, w sielsowiecie Michaliszki.

## Warunki naturalne
Chutor położony jest nad Soroczanką, przy jej ujściu do Wilii, na terenie Rezerwatu Krajobrazowego Jeziora Soroczańskie.

## Historia
W dwudziestoleciu międzywojennym część Soroczy leżącej w Polsce, w województwie wileńskim, w powiecie święciańskim, w gminie Aleksandrowo/Żukojnie.
Po II wojnie światowej w granicach Związku Sowieckiego. Od 1991 w niepodległej Białorusi.